# Cyclopteropsis brashnikowi
Cyclopteropsis brashnikowi är en fiskart som först beskrevs av Schmidt, 1904.  Cyclopteropsis brashnikowi ingår i släktet Cyclopteropsis och familjen sjuryggsfiskar. Inga underarter finns listade i Catalogue of Life.